# Nicolaas Kuiper

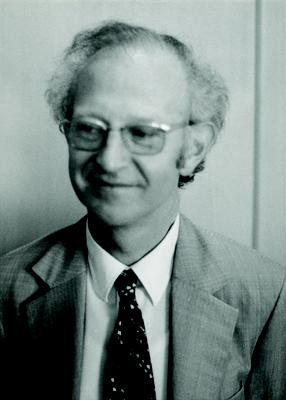
Nicolaas Kuiper

Nicolaas Hendrik "Nico" Kuiper (Rotterdam, 28 juni 1920 - Heteren, 12 december 1994) was een Nederlandse wiskundige.
Hij is bekend door de test van Kuiper en zijn bewijs van de stelling van Kuiper. Hij heeft ook bijgedragen aan de inbeddingstelling van Nash.
Kuiper studeerde aan de Rijksuniversiteit Leiden in 1937-1941. Hij was werkzaam als leraar wiskunde aan de gemeente HBS te Dordrecht van 1942 tot 1947. Hij promoveerde in 1946 aan de Universiteit Leiden onder begeleiding van Willem van der Woude in de differentiaalmeetkunde. Van 1947 tot 1949 verbleef hij twee jaar aan het Institute for Advanced Study in Princeton, het eerste jaar als assistent van Oswald Veblen en het tweede jaar als member. In 1949-1950 werkte hij als instructeur wiskunde aan de Technische Hogeschool te Delft. In 1950 werd hij benoemd tot hoogleraar wiskunde (en wiskundige statistiek) aan de Landbouwhogeschool te Wageningen. In 1954 verbleef hij een half jaar als visiting professor aan de University of Michigan in Ann Arbor, en in 1961 aan Northwestern University te Evanston. In 1962 werd hij benoemd tot hoogleraar wiskunde (algebra en meetkunde) aan de Universiteit van Amsterdam. In 1969-70 was hij voor een jaar verbonden aan het Institute for Advanced Study te Princeton. Hij diende van 1971 tot 1985 als directeur van de Institut des hautes études scientifiques, en daarna als langdurig bezoeker. In 1991 verhuisde hij van Frankrijk naar Nederland. 
Bij hem promoveerden onder meer Frank E. Essed, L.C.A. Corsten, Eduard Looijenga, Dirk Siersma, Roald Ramer en Floris Takens.